# 阿部英俊
阿部 英俊（あべ ひでとし、1973年3月5日 - ）は、地方競馬の岩手県競馬組合・水沢競馬場及川良春厩舎所属の騎手。秋田県鹿角市出身。

## 来歴・人物
1992年10月24日のデビュー戦はキタノロックに騎乗し4着（8頭）。1993年4月12日にダートボーイに騎乗し24戦目で初勝利を挙げ、同年、ダイサンヒコーで岩鷲賞（がんじゅしょう）を制し、重賞初勝利。以後、年間40〜50勝を挙げ、岩手競馬のリーディング10位前後の常連として定着していたが、1999年の東京盃でサカモトデュラブに騎乗、9番人気ながら内枠からの逃げ切りでダートグレード競走初制覇。その後、セイントリーフとのコンビで重賞4勝、福島2歳ステークスで2着、ラジオたんぱ賞で5着など中央競馬 (JRA) でも好成績を残した。2002年は95勝を挙げリーディング4位。阿部時男調教師が2000年12月をもって勇退した関係で佐々木修一厩舎に、その後佐々木由則厩舎に所属変更している。
1995年12月31日、ダイヤフェイスに騎乗し1着となり、599戦目で地方通算100勝を達成。
1999年東京盃をサカモトデュラブで制し、ダートグレード競走初制覇。
2002年12月21日、イズミウィップに騎乗し1着となり、4270戦目で地方通算500勝を達成。
2009年4月27日、水沢競馬第8競走でクラダイリンに騎乗し1着となり、8835戦目で地方競馬通算1000勝を達成。
2010年、佐賀競馬騎手との交流競走「M&Kジョッキーズカップ」で初優勝。
2016年4月24日、水沢競馬第7競走でゼンノブショウに騎乗し1着となり、13475戦目で地方通算1500勝を達成。
2024年10月21日、盛岡競馬第6競走でヴェロクォーレに騎乗し1着となり、19070戦目で岩手競馬では史上6人目となる地方通算2000勝を達成。
通算成績は地方競馬12612戦2002勝・2着2178回・3着1990回・勝率10.5%・連対率21.9%、中央競馬28戦0勝・2着3回・3着1回。（2024年10月29日現在）

## 主な騎乗馬
太字はダートグレード競走
- ダイサンヒコー（1993年岩鷲賞）
- サカモトデュラブ（1999年東京盃）
- セイントリーフ（2000年白菊賞、2001年留守杯日高賞、ひまわり賞、オパールカップ）
- ドリームキッズ（2001年野菊賞）
- アンダーゴールド（2009年ひまわり賞）
- ロックハンドスター（2009年若駒賞）
- カミノヌヴォー（2011年不来方賞、ダービーグランプリ、桐花賞、2012年青藍賞）
- ファイトホーマー（2012年金杯）
- ミネサランサジャ（2012年知床賞）
- ティムガッド（2013年トウケイニセイ記念）
- コウギョウデジタル（2013年ウイナーカップ、ひまわり賞、不来方賞）
- シークロム（2016年青藍賞）
- ブラックロード（2017年サファイア賞、オパールカップ）
- アリッサム（2017年ヴィーナススプリント）
- マツリダスティール（2020年若鮎賞、ジュニアグランプリ）
- セシール（2020年OROオータムティアラ）